# Liste des lieux patrimoniaux de Fredericton
Liste des lieux patrimoniaux de Fredericton au Nouveau-Brunswick inscrit au répertoire des lieux patrimoniaux du Canada.

## Liste
- Haut – A
- B
- C
- D
- E
- F
- G
- H
- I
- J
- K
- L
- M
- N
- O
- P
- Q
- R
- S
- T
- U
- V
- W
- X
- Y
- Z
- 0-9

| [ 1 ] | Lieu patrimonial                                                          | Illustration                        | Adresse                   | Coordonnées          | No    | Constr.     | Prot.       | Rec.              | Notes  |
| ----- | ------------------------------------------------------------------------- | ----------------------------------- | ------------------------- | -------------------- | ----- | ----------- | ----------- | ----------------- | ------ |
| L     | 120, rue Carleton                                                         | Téléverser                          | 120, rue Carleton         | 45.96055 -66.64166   | 4097  |             | LHL         | 15 novembre 2004  |        |
| L     | 14, rue Downing                                                           | Téléverser                          | 14, rue Downing           | 45.98016 -66.58525   | 18441 |             | LHL         | 26 juillet 2010   |        |
| L     | 178, rue Northumberland                                                   | Téléverser                          | 178, rue Northumberland   | 45.96244 -66.64952   | 17241 |             | LHL         | 27 juillet 2009   |        |
| L     | 185, rue Canada                                                           | Téléverser                          | 185, rue Canada           | 45.97288 -66.59089   | 18443 |             | LHL         | 26 juillet 2010   |        |
| L     | 21, rue Grey                                                              | 21, rue Grey                        | 21, rue Grey              | 45.95086 -66.63727   | 12281 |             | LHL         | 24 mai 2005       |        |
| L     | 216, avenue Odell                                                         | Téléverser                          | 216, avenue Odell         | 45.96343 -66.65418   | 12983 |             | LHL         | 26 novembre 2007  |        |
| L     | 226, rue Odell                                                            | Téléverser                          | 226, rue Odell            | 45.96328 -66.65431   | 12993 |             | LHL         | 26 novembre 2007  |        |
| L     | 234-236, rue Odell                                                        | Téléverser                          | 234-236, rue Odell        | 45.96311 -66.65445   | 13117 |             | LHL         | 26 novembre 2007  |        |
| L     | 24, Waterloo Row                                                          | 24, Waterloo Row                    | 24, Waterloo Row          | 45.95566 -66.63321   | 13114 |             | LHL         | 10 décembre 2007  |        |
| L     | 248, rue Smythe                                                           | Téléverser                          | 248, rue Smythe           | 45.96212 -66.65272   | 13118 |             | LHL         | 10 décembre 2007  |        |
| L     | 260, chemin Kings College                                                 | Téléverser                          | 260, chemin Kings College | 45.95161 -66.65703   | 16367 |             | LHL         | 26 octobre 2009   |        |
| L     | 261, rue St. John                                                         | 261, rue St. John                   | 261, rue St. John         | 45.95619 -66.64012   | 12838 |             | LHL         | 11 septembre 2006 |        |
| L     | 279, rue Regent                                                           | Téléverser                          | 279, rue Regent           | 45.9569 -66.64258    | 17261 |             | LHL         | 27 juillet 2009   |        |
| L     | 299, rue Canada                                                           | Téléverser                          | 299, rue Canada           | 45.98166 -66.59278   | 12835 |             | LHL         | 11 septembre 2006 |        |
| L     | 311, avenue University                                                    | 311, avenue University              | 311, avenue University    | 45.95336 -66.63612   | 13593 |             | LHL         | 8 décembre 2008   |        |
| L     | 327, rue Westmorland                                                      | Téléverser                          | 327, rue Westmorland      | 45.95880 -66.65005   | 18445 |             | LHL         | 26 avril 2010     |        |
| L     | 329, rue Canada                                                           | Téléverser                          | 329, rue Canada           | 45.98416 -66.59239   | 18436 |             | LHL         | 14 juin 2010      |        |
| L     | 332, rue Saunders                                                         | Téléverser                          | 332, rue Saunders         | 45.95886 -66.64877   | 18449 |             | LHL         | 26 avril 2010     |        |
| L     | 335-337, rue Canada                                                       | Téléverser                          | 335-337, rue Canada       | 45.98506 -66.59251   | 17022 |             | LHL         | 23 novembre 2009  |        |
| L     | 338, rue Westmorland                                                      | Téléverser                          | 338, rue Westmorland      | 45.95858 -66.64988   | 18446 |             | LHL         | 26 avril 2010     |        |
| L     | 344, rue Saunders                                                         | Téléverser                          | 344, rue Saunders         | 45.95886 -66.64877   | 18450 |             | LHL         | 26 avril 2010     |        |
| L     | 348, rue Westmorland                                                      | Téléverser                          | 348, rue Westmorland      | 45.95839 -66.65003   | 18448 |             | LHL         | 26 avril 2010     |        |
| L     | 351, rue Regent                                                           | Téléverser                          | 351, rue Regent           | 45.95571 -66.64366   | 16802 |             | LHL         | 22 juin 2009      |        |
| L     | 402, rue Union                                                            | Téléverser                          | 402, rue Union            | 45.97205 -66.63704   | 17023 |             | LHL         | 23 novembre 2009  |        |
| L     | 42, rue Bridge                                                            | Téléverser                          | 42, rue Bridge            | 45.97881 -66.58596   | 18442 |             | LHL         | 26 juillet 2010   |        |
| L     | 441, rue Balsa                                                            | Téléverser                          | 441, rue Balsa            | 45.97073 -66.63644   | 17203 |             | LHL         | 29 septembre 2009 |        |
| L     | 50, Waterloo Row                                                          | Téléverser                          | 50, Waterloo Row          | 45.95473 -66.63296   | 16821 |             | LHL         | 10 décembre 2007  |        |
| L     | 522, rue George                                                           | Téléverser                          | 522, rue George           | 45.95883 -66.64286   | 13120 |             | LHL         | 26 novembre 2007  |        |
| L     | 565, rue Aberdeen                                                         | Téléverser                          | 565, rue Aberdeen         | 45.95584 -66.64409   | 17262 |             | LHL         | 27 juillet 2009   |        |
| L     | 6, rue Downing                                                            | Téléverser                          | 6, rue Downing            | 45.97951 -66.58521   | 18439 |             | LHL         | 26 juillet 2010   |        |
| L     | 650, rue Charlotte                                                        | 650, rue Charlotte                  | 650, rue Charlotte        | 45.95672 -66.64097   | 12265 |             | LHL         | 24 mai 2005       |        |
| L     | 770, rue George                                                           | 770, rue George                     | 770, rue George           | 45.95648 -66.63758   | 17184 |             | LHL         | 22 juin 2009      |        |
| L     | 8, rue Downing                                                            | Téléverser                          | 8, rue Downing            | 45.97973 -66.58524   | 18440 |             | LHL         | 26 juillet 2010   |        |
| L     | 806, rue George                                                           | 806, rue George                     | 806, rue George           | 45.95613 -66.63652   | 13034 |             | LHL         | 24 avril 2006     |        |
| L     | 818, rue Charlotte                                                        | 818, rue Charlotte                  | 818, rue Charlotte        | 45.95510 -66.63706   | 17204 |             | LHL         | 28 septembre 2009 |        |
| L     | 844, rue George                                                           | 844, rue George                     | 844, rue George           | 45.95583 -66.63575   | 12266 |             | LHL         | 24 mai 2005       |        |
| L     | 871, rue Charlotte                                                        | 871, rue Charlotte                  | 871, rue Charlotte        | 45.95490 -66.63574   | 16842 |             | LHL         | 8 décembre 2008   |        |
| L     | 880, rue Union                                                            | Téléverser                          | 880, rue Union            | 45.95916 -66.62473   | 18432 |             | LHL         | 22 juin 2009      |        |
| L     | 92, Waterloo Row                                                          | Téléverser                          | 92, Waterloo Row          | 45.95364 -66.63280   | 12959 |             | LHL         | 26 novembre 2007  |        |
| L     | Ancien cimetière                                                          | Téléverser                          | 500, rue Brunswick        | 45.95967 -66.64293   | 12919 |             | LHL         | 11 septembre 2006 |        |
| L     | Ancien édifice de la Commission d'Énergie électrique du Nouveau-Brunswick | Téléverser                          | 527, rue King             | 45.96094 -66.64087   | 17001 |             | LHL         | 26 octobre 2009   |        |
| L     | Ancien hôtel de Marysville                                                | Téléverser                          | 7, rue Bridge             | 45.97899 -66.58896   | 18433 |             | LHL         | 14 juin 2010      |        |
| L     | Ancienne caserne de pompiers                                              | Téléverser                          | 441, rue King             | 45.96178 -66.64292   | 16822 |             | LHL         | 10 décembre 2007  |        |
| F     | Ancienne résidence du gouverneur                                          | Ancienne résidence du gouverneur    | 20, chemin Woodstock      | 45.96545 -66.65654   | 7642  |             | LHN         | 27 mai 1958       | [ 3 ]  |
| P     | Ancienne résidence du gouverneur                                          | Ancienne résidence du gouverneur    | 20, chemin Woodstock      | 45.96545 -66.65654   | 10620 |             | LPP         | 2 février 1996    | [ 4 ]  |
| L     | Ancienne rotonde Gibson                                                   | Téléverser                          | 912-930, rue Union        | 45.95831 -66.62426   | 13132 |             | LHL         | 8 décembre 2008   |        |
| F     | Arrondissement historique de Marysville                                   | Téléverser                          |                           | 45.978892 -66.59277  | 7672  |             | LHN         | 20 novembre 1993  |        |
| L     | Auberge Carriage House                                                    | Auberge Carriage House              | 230, avenue University    | 45.95555 -66.63388   | 2881  |             | LHL         | 15 novembre 2004  |        |
| L     | Auld Kirk                                                                 | Téléverser                          | 433, rue Charlotte        | 45.95909 -66.64559   | 17201 |             | LHL         | 28 septembre 2009 |        |
| F     | Cathédrale Christ Church                                                  | Cathédrale Chirst Church            | 100, rue Brunswick        | 45.95750 -66.63496   | 11974 |             | LHN         | 15 janvier 1981   |        |
| L     | Cénotaphe de Marysville                                                   | Cénotaphe de Marysville             | 190, rue Canada           | 45.97837 -66.59238   | 18444 |             | LHL         | 26 juin 2010      |        |
| L     | Chalet du gardien                                                         | Téléverser                          | 303, avenue Odell         | 45.96227 -66.65578   | 13126 |             | LHL         | 8 décembre 2008   |        |
| F     | Chapelle St. Anne of Ease                                                 | Chapelle St. Anne of Ease           | 201, rue Westmorland      | 45.96098 -66.648302  | 4443  |             | LHN         | 22 juin 1989      |        |
| L     | Cimetière du foyer municipal du comté de York                             | Téléverser                          | 115, rue Jewett           | 45.97982 -66.68665   | 13125 |             | LHL         | 8 décembre 2008   |        |
| L     | Cimetière Forest Hill                                                     | Cimetière Forest Hill               | 325, chemin Forest Hill   | 45.93888 -66.63659   | 12996 |             | LHL         | 24 avril 2006     |        |
| P     | Complexe de l'Assemblée législative                                       | Complexe de l'Assemblée législative | 706, rue Queen            | 45.95917 -66.63611   | 1268  |             | LPP         | 6 juin 2000       |        |
| F     | Complexe militaire de Frédéricton                                         | Complexe militaire de Frédéricton   | 11, rue Carleton          | 45.9625 -66.64139    | 18989 | 1826 à 1882 | LHN         | 1960              |        |
| L     | Cottage Thorne                                                            | Téléverser                          | 266, chemin Golf Club     | 45.95911 -66.68380   | 12836 |             | LHL         | 11 septembre 2006 |        |
| L     | École de la rue Charlotte                                                 | École de la rue Charlotte           | 740-742, rue Charlotte    | 45.95589 -66.63913   | 12994 |             | LHL         | 9 novembre 2006   | [ 5 ]  |
| P     | École de la rue Charlotte                                                 | École de la rue Charlotte           | 740-742, rue Charlotte    | 45.95572 -66.63934   | 11440 |             | LPP         | 25 février 2009   | [ 6 ]  |
| L     | École de la rue York                                                      | Téléverser                          | 193, rue York             | 45.96057 -66.64542   | 17242 |             | LHL         | 27 juillet 2009   |        |
| F     | Édifice du gouvernement du Canada                                         | Téléverser                          | 633, rue Queen            | 45.9612 -66.63808    | 11053 |             | ÉFP reconnu | 21 janvier 1992   |        |
| L     | Édifice Morrison                                                          | Téléverser                          | 514-516, rue Queen        | 45.96166 -66.64083   | 12244 |             | LHL         | 15 novembre 2004  |        |
| L     | Édifice Palmer-McLellan                                                   | Téléverser                          | 364, rue Argyle           | 45.95638 -66.64972   | 4068  |             | LHL         | 15 novembre 2004  |        |
| L     | Église anglicane St. Peter's                                              | Téléverser                          | 2365, chemin Woodstock    | 45.96656 -66.74031   | 17041 |             | LHL         | 8 février 2010    |        |
| L     | Église St. John the Evangelist                                            | Téléverser                          | 74, rue Main              | 45.98149 -66.66154   | 13124 |             | LHL         | 10 décembre 2007  |        |
| F     | Église unie St. Paul                                                      | Téléverser                          | 500, rue George           | 45.959854 -66.645555 | 11934 |             | LHN         | 23 février 1990   |        |
| P     | Église unie Wilmot                                                        | Église unie Wilmot                  | 473, rue King             | 45.96150 -66.64182   | 6229  |             | LPP         | 21 novembre 2005  |        |
| L     | Fabrique de chaussures Hartt                                              | Téléverser                          | 401, rue York             | 45.95609 -66.64954   | 2850  |             | LHL         | 14 février 2005   |        |
| F     | Filature de coton de Marysville                                           | Téléverser                          | 8, rue Rivière            | 45.978281 -66.588907 | 12664 |             | LHN         | 16 juin 1986      |        |
| F     | Fort Nashwaak (Naxoat)                                                    | Téléverser                          |                           | 45.96171 -66.62596   | 13272 |             | LHN         | 4 juin 1924       |        |
| L     | Frogmore                                                                  | Téléverser                          | 35, Colter Court          | 45.95305 -66.64805   | 2879  |             | LHL         | 15 novembre 2004  |        |
| L     | Galerie d'art Beaverbrook                                                 | Galerie d'art Beaverbrook           | 703, rue Queen            | 45.96 -66.63556      | 16982 |             | LHL         | 26 octobre 2009   |        |
| L     | Gare de la rue York                                                       | Téléverser                          | 380, rue York             | 45.95616 -66.64773   | 18121 |             | LHL         | 22 mars 2010      | [ 7 ]  |
| F     | Gare ferroviaire du Canadien Pacifique                                    | Téléverser                          | 380, rue York             | 45.95616 -66.64773   | 4520  |             | GFP         | 1er juin 1991     | [ 8 ]  |
| F     | Hôtel de ville de Fredericton                                             | Hôtel de ville de Fredericton       | 397, rue Queen            | 45.96320 -66.64321   | 12722 |             | LHN         | 23 novembre 1984  | [ 6 ]  |
| L     | Hôtel de ville de Fredericton                                             | Hôtel de ville de Fredericton       | 397, rue Queen            | 45.96320 -66.64321   | 12837 |             | LHL         | 9 novembre 2006   | [ 9 ]  |
| L     | Lot familial des Gibson                                                   | Téléverser                          | 351, rue Canada           | 45.98707 -66.59467   | 18437 |             | LHL         | 14 juin 2010      |        |
| L     | Magasin à rayons St. Mary's                                               | Téléverser                          | 69, rue Cliffe            | 45.96969 -66.63461   | 17021 |             | LHL         | 23 novembre 2009  |        |
| L     | Maison Allen                                                              | Maison Allen                        | 868, rue George           | 45.95555 -66.63555   | 2997  |             | LHL         | 15 novembre 2004  |        |
| L     | Maison Bliss Carmen                                                       | Maison Bliss Carmen                 | 85, rue Shore             | 45.95339 -66.63342   | 13035 |             | LHL         | 24 avril 2006     |        |
| L     | Maison Crocket                                                            | Téléverser                          | 796, rue Queen            | 45.95853 -66.63490   | 4069  |             | LHL         | 15 novembre 2004  |        |
| L     | Maison Gill                                                               | Téléverser                          | 968, promenade Riverside  | 45.93003 -66.60103   | 13000 |             | LHL         | 24 avril 2006     |        |
| L     | Maison Hatt                                                               | Téléverser                          | 293, rue Canada           | 45.98113 -66.59293   | 18435 |             | LHL         | 14 juin 2010      |        |
| L     | Maison Killburn                                                           | Téléverser                          | 155, rue Smtyhe           | 45.96394 -66.65214   | 12263 |             | LHL         | 24 mai 2005       |        |
| P     | Maison Mary Evelyn Grannan                                                | Téléverser                          | 325, rue Brunswick        | 45.96193 -66.64627   | 2361  |             | LPP         | 23 mars 1999      |        |
| L     | Maison Morrison                                                           | Maison Morrison                     | 765, rue Charlotte        | 45.95589 -66.63811   | 12264 |             | LHL         | 24 mai 2005       |        |
| L     | Maison Neill                                                              | Maison Neill                        | 255, rue Church           | 45.95536 -66.63779   | 17243 |             | LP local    | 27 juillet 2009   |        |
| L     | Maison Smyth                                                              | Maison Smyth                        | 774, rue King             | 45.95833 -66.63583   | 4447  | 1787        | LHL         | 2004              |        |
| F     | Observatoire William-Brydone-Jack                                         | Téléverser                          | 3, rue Bailey             | 45.948069 -66.64069  | 9981  |             | LHN         | 7 juin 1954       |        |
| F     | Palais de justice du comté d'York                                         | Téléverser                          | 649, rue Queen            | 45.960913 -66.637412 | 4482  |             | LHN         | 16 juin 1980      |        |
| L     | Parc Wilmot                                                               | Téléverser                          | 20, chemin Woodstock      | 45.96351 -66.65685   | 13134 |             | LHL         | 8 décembre 2008   |        |
| L     | Patinoire Lady Beaverbrook                                                | Patinoire Lady Beaverbrook          | 411, avenue University    | 45.95083 -66.63871   | 16983 |             | LHL         | 26 octobre 2009   |        |
| F     | Pavillon des Arts                                                         | Pavillon des Arts                   | 3, promenade Bailey       | 45.948314 -66.641292 | 7369  |             | LHN         | 30 mai 1951       |        |
| L     | Phoenix Square                                                            | Téléverser                          | 397, rue Queen            | 45.96319 -66.64323   | 17202 |             | LHL         | 28 septembre 2009 |        |
| P     | Prison du comté de York                                                   | Prison du comté de York             | 688, rue Brunswick        | 45.95838 -66.63908   | 6282  | 1842        | LPP         | 3 juin 2003       |        |
| L     | Propriété familiale Howe                                                  | Téléverser                          | 730-750, rue Howe         | 45.98663 -66.62379   | 17183 |             | LHL         | 8 février 2010    |        |
| P     | Quartier militaire                                                        | Quartier militaire                  | Rue Queen                 | 45.96259 -66.64127   | 7750  |             | LPP         | 15 octobre 1965   | [ 10 ] |
| L     | Queen's Square                                                            | Queen's Square                      | 730, rue Aberdeen         | 45.95336 -66.64086   | 13138 |             | LHL         | 2008              |        |
| L     | Rivière Saint-Jean                                                        | Rivière Saint-Jean                  |                           | 45.96713 -66.63973   | 18451 |             | LHL         | 28 juin 2010      |        |
| L     | Usine de traitement des eaux de Fredericton                               | Téléverser                          | 101, rue Smythe           | 45.96528 -66.65111   | 12962 |             | LHL         | 11 septembre 2006 |        |
| L     | Terrain Royals                                                            | Téléverser                          | 60, rue Morrison          | 45.98238 -66.58746   | 18438 |             | LHL         | 14 juin 2010      |        |
| L     | Victoriana Rose                                                           | Victoriana Rose                     | 193, rue Church           | 45.95667 -66.63666   | 17185 |             | LHL         | 28 septembre 2009 |        |